# Obi-Wan Kenobi
Obi-Wan Kenobi một nhân vật hư cấu trong vũ trụ Star Wars. Ông là một trong vài nhân vật chính trong loạt Star Wars. Cùng với Anakin Skywalker/Darth Vader, R2-D2 và C-3PO, ông là một trong vài nhân vật chính xuất hiện trong tất cả sáu phim Star Wars. Ông được miêu tả trong bộ ba gốc bởi Alec Guinness, trong bộ ba phần trước bởi Ewan McGregor và được lồng tiếng bởi James Arnold Taylor trong phim Star Wars: The Clone Wars và phim truyền hình. Vai trò của ông trong bộ ba gốc là của một người cố vấn, trong khi phần trước cho thấy ông là một nhân vật trung tâm.
Obi-Wan Kenobi đầu tiên xuất hiện trong Star Wars Episode IV: A New Hope. Luke Skywalker, nhân vật chính của bộ phim, trước đó đã biết đến ông là một ẩn sĩ bí ẩn được gọi là 'Ben Kenobi. Ngay sau đó, Obi-Wan tiết lộ mình là một Hiệp sĩ Jedi lưu vong, và bắt đầu hướng dẫn Luke học cách sử dụng Thần lực, một lĩnh vực khai thác năng lượng bí ẩn của các Jedi. Trong bộ phim phần trước, Obi-Wan đầu tiên xuất hiện trong Star Wars Episode I: The Phantom Menace như là Jedi Padawan, hoặc người học việc, và cuối cùng là người cố vấn cho Anakin Skywalker trẻ tuổi, cha của Luke. Trong Star Wars Episode II: Attack of the Clones, ông được thăng từ cấp bậc của Jedi Padawan tới Hiệp sĩ Jedi. Cuối cùng, trong Star Wars Episode III: Revenge of the Sith,, anh trở thành một Sư phụ Jedi, chiến đấu trong Clone Wars cùng với Anakin, học trò của ông và là người bạn tốt nhất. Ông có những danh hiệu này khi thuộc về Galactic Republic cho đến khi nó được thay thế bằng Galactic Empire-do phần lớn sự phản bội của Anakin và ông buộc phải đi ẩn mình.

## Xuất hiện

### Phim

#### Bộ ba gốc
Obi-Wan Kenobi lần đầu tiên được giới thiệu trong Star Wars Episode IV: A New Hope (1977), do Alec Guinness đóng. Ông được nhìn thấy lần đầu tiên trong phim là khi cứu Luke Skywalker (Mark Hamill) từ một nhóm các Tusken Raiders phục kích Luke trong khi anh đi tìm kiếm con robot bị mất tích là R2-D2 (Kenny Baker). Obi-Wan tiết lộ rằng ông biết cha của Luke, Anakin Skywalker, và phục vụ cùng với Anakin trong Clone Wars như một Hiệp sĩ Jedi. Ông đưa cho Luke Anakin một thanh lightsaber và nói với anh rằng "một Jedi trẻ tuổi tên là Darth Vader...phản bội và giết hại cha của cậu." Obi-Wan hứa hướng dẫn Luke trong việc sử dụng Thần lực, nhưng Luke ban đầu từ chối. Anh thay đổi tâm trí của mình sau khi cô và chú của anh bị giết và Obi-Wan đưa Luke đi cùng với mình để mang kế hoạch của Death Star đến Alderaan.
Obi-Wan và Luke đi tới Alderaan trên Millennium Falcon, một tàu vũ trụ lái bởi tay buôn lậu Han Solo (Harrison Ford) và phụ tá của Han là Chewbacca (Peter Mayhew). Tuy nhiên, trước khi họ có thể đến Alderaan, nó đã bị phá hủy bởi Death Star theo lệnh của Grand Moff Tarkin (Peter Cushing). Millennium Falcon bị bắt bởi chùm tia kéo của trạm không gian. Ngay lập tức, Obi-Wan lẻn vào phần lõi của Death Star và vô hiệu hóa chùm tia kéo để Falcon có thể trốn thoát. Obi-Wan sau đó đối mặt với Darth Vader trong một trận đấu lightsaber, cuối cùng hy sinh chính mình để Luke và những người khác có thể trốn thoát. Ông trở thành một linh hồn trong Thần lực với cơ thể của mình biến mất dưới lưỡi kiếm của Vader.
Ông sau đó nói chuyện bằng thần giao cách cảm với Luke trong cảnh cuộc chiến của bộ phim, bảo anh sử dụng Thần lực để tiêu diệt Death Star. Luke tắt máy tính nhắm mục tiêu của phi thuyền X-Wing mà anh điều khiển và tin tưởng vào Thần lực của mình mà bắn ngư lôi proton, tạo một cú đánh trực tiếp phá hủy trạm không gian. Luke sau đó nghe tiếng nói của Obi-Wan nói với anh: "Thần lực sẽ luôn luôn bên bạn."
Trong Star Wars Episode V: The Empire Strikes Back (1980), thiết lập 3 năm sau A New Hope, Obi-Wan xuất hiện như một bóng ma Thần lực và chỉ thị Luke đến hệ Dagobah để đào tạo chuyên sâu hơn nữa với Sư phụ Jedi là Yoda (Frank Oz). Sau khi Luke tiếp tục được đào tạo về giáo lý của Jedi, Obi-Wan lại một lần nữa xuất hiện trong đầm lầy của Dagobah để thử và thuyết phục Anh từ bỏ việc đến Cloud City, nơi Vader giữ Han và công chúa Leia Organa (Carrie Fisher) làm con tin. Sau khi Luke nhấn mạnh việc phải đối mặt với Vader, Obi-Wan cảnh báo Luke rằng ông sẽ không thể can thiệp và Luke sẽ phải đối mặt với Vader một mình. Trong trận chiến của Luke với Vader mà trong đó anh mất đi tay phải của mình, anh mới biết rằng Lãnh chúa Sith là cha mình.
Trong Star Wars Episode VI: Return of the Jedi (1983), thiết lập 6 tháng sau The Empire Strikes Back (theo các tiểu thuyết), Obi-Wan xuất hiện trên Dagobah để nói chuyện với Luke, người vừa học được từ Yoda đang lâm bệnh rằng Vader thực sự là cha của anh. Ông giải thích sự sa ngã của Anakin Skywalker và giúp Luke nhận ra rằng Leia là em gái của mình. Sau đó, ông cố gắng giải thích cho Luke rằng giết Vader là cách duy nhất để tiêu diệt Empire và cứu lấy thiên hà. Vào cuối bộ phim, bóng ma của Obi-Wan xuất hiện cùng với bóng ma của Yoda và bóng ma của Anakin Skywalker được cứu rỗi trên rừng Mặt Trăng Endor, xem Luke và các đồng chí của anh khi họ ăn mừng sự hủy diệt của Death Star thứ hai và sự kết thúc của Empire.

#### Bộ ba phần trước

Ewan McGregor là Obi-Wan Kenobi trong bộ ba Star Wars phần trước.

Trong Star Wars Episode I: The Phantom Menace (1999), thiết lập 32 năm trước A New Hope, Obi-Wan, lúc này đóng bởi Ewan McGregor, được nhìn thấy một Jedi Padawan trẻ . Vào đầu phim, Obi-Wan đi với sư phụ của mình là Qui-Gon Jinn (Liam Neeson) trên nhiệm vụ đến Naboo để thảo luận về cuộc đàm phán với Trade Federation đang phong tỏa hành tinh. Tuy nhiên, khi họ đến tàu chỉ huy của Federation, họ bị tấn công bởi robot chiến đấu và buộc phải rút lui xuống hành tinh. Trong khu rừng đầm lầy của Naboo, Qui-Gon và Obi-Wan gặp gỡ một Gungan vụng về tên là Jar Jar Binks (Ahmed Best), người đã giúp các Jedi trong việc tìm kiếm Nữ hoàng Padmé Amidala (Natalie Portman). Trong khi thoát khỏi sự phong tỏa của Trade Federation, con tàu chở họ bị hư hỏng và đã phải hạ cánh đột xuất trên Tatooine, Qui-Gon gặp gỡ Anakin Skywalker (Jake Lloyd), một cậu bé nô lệ là người cho thấy tiềm năng to lớn trong Thần lực khiến Qui-Gon tin rằng cậu bé là "Người được chọn" của lời tiên tri Jedi là người mang lại sự cân bằng cho Thần lực bằng cách tiêu diệt Sith. Obi-Wan ban đầu tin rằng cậu bé là quá già và có quá nhiều cảm xúc đính kèm để trở thành một Jedi. Hội đồng Jedi đồng ý với Obi-Wan, nghiêm cấm việc đào tạo Anakin, cảm nhận rằng tương lai của cậu bé là che mờ bởi sự sợ hãi.
Trong cảnh cuộc chiến của bộ phim, Qui-Gon và Obi-Wan giao tranh với Lãnh chúa Sith Darth Maul (Ray Park). Sau khi Maul làm cho Qui-Gon bị thương nặng, Obi-Wan nỗ lực để đánh bại Maul một mình. Khi bị tước vũ khí và gần như sắp bị giết, Obi-Wan sử dụng Thần lực để kéo lightsaber bị đánh rơi của sư phụ vào tay của mình và chắt Maul ra làm hai. Obi-Wan sau đó chạy sang bên chỗ sự phụ, và Qui-Gon trước khi chết xin anh hãy đào tạo Anakin theo các cách của Jedi. Obi-Wan hứa rằng ông sẽ làm.
Đối với sự anh hùng của Obi-Wan trong việc đánh bại một trong các Sith (làm cho ông là Jedi đầu tiên trong 1.000 năm làm được điều đó), Yoda đích thân ban cho ông thứ hạng của Hiệp sĩ Jedi. Obi-Wan sau đó nói rằng ông sẽ đào tạo Anakin có hoặc không có sự cho phép của Hội đồng. Yoda miễn cưỡng đồng ý, nhưng cảnh báo Obi-Wan phải cẩn thận với cậu bé .
Trong Star Wars Episode II: Attack of the Clones (2002), thiết lập 10 năm sau The Phantom Menace, Obi-Wan đã trở thành một Hiệp sĩ Jedi có kinh nghiệm. Tuy nhiên, mối quan hệ của ông với Padawan của mình, Anakin (lúc này đóng bởi Hayden Christensen) là căng thẳng; Người được chọn đã phát triển mạnh mẽ nhưng kiêu ngạo, và tin rằng Obi-Wan đang cố gắng để giữ anh lại.
Ông và Anakin được giao nhiệm vụ bảo vệ Padmé, hiện là Thượng nghị sĩ, sau một nỗ lực ám sát cô. Obi-Wan theo dõi sát thủ bí ẩn đến hành tinh Kamino, và biết được về một quân đội vô tính mà cư dân của hành tinh đang xây dựng cho Galactic Republic. Sau đó ông gặp thợ săn tiền thưởng Jango Fett (Temuera Morrison), khuôn mẫu cho người vô tính, và nhận ra rằng ông ta là một trong những người chịu trách nhiệm về vụ ám sát. Obi-Wan nỗ lực để bắt Fett, người trốn thoát đến Geonosis với nhân bản không thay đổi gì của mình là Boba (Daniel Logan). Obi-Wan theo sau họ bằng cách đặt một tín hiệu dẫn đường trên tàu của Fett, Slave I.
Trên Geonosis, Obi-Wan biết được sự tồn tại của Confederacy of Independent Systems, còn được gọi là Separatists, một tổ chức bí mật của hệ thống sao muốn ly khai khỏi Republic. Tổ chức này được dẫn dắt bởi cựu Jedi Count Dooku (Christopher Lee), người từng là sư phụ của Qui-Gon. Obi-Wan bị bắt giữ ngay sau khi gửi một tin nhắn tới Anakin. Trong khi Obi-Wan bị giam cầm, Dooku tiết lộ rằng Thượng viện Galactic là dưới sự kiểm soát của một Lãnh chúa Sith tên là Darth Sidious.
Sau đó, Anakin và Padme đến trên Geonosis cứu Obi-Wan. Tuy nhiên chính họ lại bị bắt và cả ba đều bị kết án tử hình bởi Geonosians. Cuộc hành quyết được ngăn chặn bởi sự xuất hiện kịp thời của quân tiếp viện Jedi và lính nhân bản, đứng đầu là Sư phụ Jedi Mace Windu (Samuel L. Jackson) và Yoda. Obi-Wan và Anakin đối đầu với Dooku và họ tham gia vào một cuộc đấu lightsaber. Dooku tấn công Anakin với sấm sét Thần lực và sau đó tạo một cú bắn chết người vào Obi-Wan, người đã năng chặn đòn đánh với lightsaber của ông. Cả hai quyết đấu với nhau và Dooku làm Obi-Wan bị thương ở cả cánh tay và chân trái của ông. Khi Dooku là chuẩn bị một đòn kết liễu thì Anakin phục hồi và ngăn chặn cuộc tấn công của Dooku. Dooku và Anakin chiến đấu với nhau và Dooku cắt đứt cánh tay phải của Anakin (mà sau đó được thay thế bằng một cánh tay robot giả). Yoda đến và cũng chiến đấu với Dooku, nhưng Lãnh chúa Sith đưa Anakin và Obi-Wan gặp nguy hiểm để tạo sự phân tâm và trốn thoát .
Trong Star Wars Episode III: Revenge of the Sith (2005), thiết lập 3 năm sau Attack of the Clones, Obi-Wan bây giờ là một Sư phụ Jedi trong Hội đồng Jedi Tối cao và đại tướng trong quân đội của Republic. Anakin, bây giờ là một Hiệp sĩ Jedi chính thức, vẫn là đối tác của ông và cả hai đã trở thành anh hùng chiến tranh và bạn thân. Họ được phái đi tiến hành nhiệm vụ giải cứu Chancellor Palpatine (Ian McDiarmid), người bị bắt cóc bởi Dooku và lãnh đạo của Separatist là Tướng Grievous (Matthew Wood). Khi họ tìm thấy Palpatine, Count Dooku giao tranh với cả hai người trong một cuộc đấu. Obi-Wan bị đánh bất tỉnh bởi Dooku, nhưng Anakin đánh bại Lãnh chúa Sith bằng cách cắt đứt cả hai tay của ông ta. Theo sự đốc thúc của Palpatine, Anakin giết Count và vi phạm Luật Jedi.
Ngay sau khi trở về Coruscant, Obi-Wan được gọi đến Utapau để đối đầu với Grievous. Trong khi đó, Anakin nổi giận với Hội đồng Jedi vì họ từ chối cho anh cấp bậc Sư phụ, và cũng gặp rắc rối bởi tầm nhìn về Padmé, người mà anh kết hôn trong bộ phim trước đó, chết trong khi sinh con. Với Obi-Wan ở đầu đối diện của thiên hà, Palpatine-người trong thực tế là Darth Sidious, cuối cùng làm cho Anakin sa vào mặt tối của Thần lực và đưa anh ta làm người học việc Sith của mình, Darth Vader.
Sau khi tìm thấy trại của Separatist, Obi-Wan giao chiến với Grievous và cuối cùng giết chết ông ta. Đồng thời, Palpatine đề ra Mệnh lệnh 66, chỉ đạo các chiến binh nhân bản phản lại tướng Jedi của họ. Obi-Wan sống sót và trốn thoát, gặp lại với Yoda và Thượng nghị sĩ Bail Organa (Jimmy Smits) của Alderaan trên tàu của Organa là Tantive IV. Obi-Wan trở lại Coruscant, nơi ông và Yoda khám phá ra rằng tất cả Jedi trong Ngôi đền Jedi đã bị sát hại, thậm chí cả trẻ em. Obi-Wan gửi một cảnh báo cho tất cả các Jedi còn sống sót, hướng dẫn họ phân tán trên khắp thiên hà và lẩn trốn. Một Obi-Wan đau khổ sau đó nhìn thấy một ảnh 3 chiều an ninh tiết lộ Anakin là kẻ gây ra cuộc tàn sát. Sau đó, Obi-Wan và Yoda chia ra để đối đầu với hai Lãnh chúa Sith: Obi-Wan chống lại Vader và Yoda chiến đấu với Palpatine. Obi-Wan muốn chiến đấu với Sidious để tránh việc phải giết chết người bạn thân nhất, nhưng Yoda nhấn mạnh rằng Obi-Wan là không đủ mạnh để chiến đấu chống lại Hoàng đế mới của thiên hà, và sẽ phải chấp nhận rằng Anakin mà ông biết không còn tồn tại, đã được "hấp thụ bởi Darth Vader."
Không biết được vị trí của Anakin, Obi-Wan thăm Padmé và giải thích cho cô về những gì mà Anakin đã làm. Padme không tin ông và không chịu tiết lộ nơi ở của Anakin, biết rằng Obi-Wan sẽ cố gắng để giết anh. Padme tạo ra một cuộc hẹn trên hệ Mustafar để đối mặt với chồng mình, và Obi-Wan bí mật lẻn lên tàu của cô.
Khi đến Mustafar, Padme đối mặt với Vader và nhận ra nỗi kinh hoàng là Obi-Wan đã nói sự thật. Khi Obi-Wan xuất hiện từ tàu của Padme, một Vader tức giận ngay lập tức nghi ngờ rằng Padme đã phản bội mình và sử dụng mặt tối của Thần lực để bóp cổ cô đến bất tỉnh. Obi-Wan và Vader sau đó quyết đấu lightsaber với nhau và kết thúc với Obi-Wan cắt đứt chân và cánh tay trái của Vader ở giữa không trung. Vader sau đó nằm quá gần một dòng dung nham nóng chảy và bốc cháy, gần như bị đốt đến chết. Obi-Wan lấy đi thanh lightsaber của người học việc cũ và trở về tàu con thoi, bỏ lại Vader cho chết. Tuy nhiên, Vader sống đủ lâu để được cứu bởi Palpatine, người xây dựng lại anh như là người máy mặc áo giáp đen được nhìn thấy trong bộ ba gốc.
Obi-Wan bất lực nhìn Padme chết sau khi sinh cặp song sinh. Luke được đưa đến Tatooine với Owen Lars (Joel Edgerton), anh em cùng cha khác mẹ của Anakin, và Obi-Wan đồng ý dõi theo Luke trong bí mật; chị em sinh đôi của Luke là Leia trong khi đó được nhận nuôi bởi Bail Organa. Yoda, không thành công trong cuộc đối đầu của mình với Palpatine, sau đó báo cho Obi-Wan rằng ông có nhiều huấn luyện hơn cho ông: linh hồn của Qui-Gon sẽ dạy cho ông làm thế nào để giữ lại bản sắc của mình thông qua Thần lực và giao tiếp với cuộc sống sau khi chết. Bộ phim kết thúc với Obi-Wan mang Luke đến cho Lars và người vợ Beru (Bonnie Piesse), và biến mất vào khoảng không xa vời.

### Vũ trụ mở rộng
Obi-Wan Kenobi xuất hiện rộng rãi trong "Vũ trụ Mở rộng" Star Wars của truyện tranh, tiểu thuyết và trò chơi điện tử. Các tài liệu này mô tả các sự kiện trong đời sống của nhân vật bên ngoài 6 bộ phim.

#### Truyền hình

##### Star Wars: The Clone Wars
Obi-Wan là một nhân vật chính trong microseries Star Wars: Clone Wars (2003) và phim hoạt hình CGI là loạt Star Wars: The Clone Wars (2008) nói về khoảng thời gian giữa Attack of the Clones và Revenge of the Sith. Nó cũng tiết lộ rằng ông được cấp một chỗ ngồi trong Hội đồng Jedi trong khoảng thời gian này. Obi-Wan được lồng tiếng bởi James Arnold Taylor trong cả hai phiên bản.
Trong số những cuộc phiêu lưu của Obi-Wan trong microseries là một trận chiến với Intergalactic Banking Clan và một cuộc tấn công trên không của hành tinh Rattatak. Trong tập cuối cùng của microseries, ông và Anakin được gửi đến Outer Rim của thiên hà, một cuộc hành trình climaxes một nhiệm vụ để cứu hành tinh Nelvaan từ Techno Union.

##### Obi-Wan Kenobi
McGregor được dự kiến sẽ trở lại với vai diễn Obi-Wan trong một sê-ri phim truyền hình cùng tên trên Disney+ xoay quanh nhân vật này, lấy bối cảnh 10 năm sau sự kiện của Revenge of the Sith và trước A New Hope, với Hayden Christensen trở lại với vai Anakin Skywalker/Darth Vader bên cạch McGregor.

#### Tiểu thuyết
Nhiều tiểu thuyết của Vũ trụ Mở rộng đã khai thác chi tiết về Obi-Wan trước, trong và sau 6 bộ phim.
Cuộc sống của Obi-Wan trước The Phantom Menace được miêu tả chủ yếu ở loạt Jedi Apprentice và Jedi Quest của Jude Watson. Sách Jedi Apprentice theo cuộc phiêu lưu của ông khi là Padawan của Qui-Gon Jinn. Sự kiện đáng chú ý trong loạt này bao gồm chiến đấu với Dark Jedi Xanatos, tình yêu với Padawan Siri Tachi, và đi vào nhiệm vụ độc lập đầu tiên của
ông. Đối với mối quan hệ giữa ông và Siri, cô bị giết trong Clone Wars; sau khi Obi-Wan bị giết bởi Darth Vader và trở thành một với Thần lực, ông gặp Siri và cô hứa hẹn rằng họ có thể được ở bê6n nhau và rằng cô sẽ luôn luôn bên cạnh. Sách Jedi Quest thì chi tiết về những cuộc phiêu lưu của ông với Anakin trong những năm dẫn đến Attack of the Clones.
Chủ nghĩa anh hùng của ông trước và trong Clone Wars được miêu tả trong các tiểu thuyết như Outbound Flight, The Approaching Storm, và The Cestus Deception.
Cuộc sống của ông giữa Revenge of the Sith và A New Hope cho đến nay chỉ được mô tả chủ yếu ở loạt The Last of the Jedi của Jude Watson. Thiết lập khoảng một năm sau sự sụp đổ của Republic, loạt tiểu thuyết này theo sau Obi-Wan khi ông tìm ra người sống sót của Cuộc Đại diệt chủng của Jedi, đặc biệt là cựu đối thủ của Anakin, Ferus Olin. Cuốn sách cũng miêu tả Obi-Wan thích nghi với cuộc sống như một ẩn sĩ trên Tatooine, và lặng lẽ quan sát Luke Skywalker. Ông cũng phát hiện ra rằng Vader vẫn còn sống sau khi nhìn thấy anh ta trên Holonet, nguồn tin chính thức của thiên hà.
Obi-Wan xuất hiện trong hình thức tâm linh trong nhiều tiểu thuyết thiết lập sau sự hủy diệt của Empire trong Return of the Jedi. Trong The Truce at Bakura, ông xuất hiện trước Luke để cảnh báo anh về mối đe dọa của SSI-ruuk; trong The Lost City of the Jedi, ông hướng dẫn Luke đến thành phố trên danh nghĩa của Yavin IV; trong Heir to the Empire mà trong đó ông tạm biệt Luke, giải thích rằng ông phải từ bỏ hình thức tâm linh của mình để "chuyển" đến một dạng cao hơn của ý thức. Trước khi chia tay, Luke nói với ông rằng Obi-Wan giống như một người cha với anh và Obi-Wan trả lời rằng ông yêu Luke như con trai.

#### Trò chơi điện tử
Obi-Wan xuất hiện trong nhiều trò chơi điện tử. Ông là một nhân vật chơi được trong tất cả bốn trò chơi Lego Star Wars, Battlefront II và Renegade Squadron của loạt Battlefront. Ông cũng là nhân vật chính trong Star Wars: Obi-Wan. Phiên bản cũ, Ben Kenobi, chỉ chơi được trong Lego Star Wars II: The Original Trilogy và The Complete Saga, Renegade Squadron, và Star Wars: The Force Unleashed trong chế độ chơi mạng. Ông cũng xuất hiện trong Star Wars: The Clone Wars – Jedi Alliance, Star Wars: Jedi Power Battles và Star Wars: The Clone Wars – Lightsaber Duels như một nhân vật chơi được.

#### Truyện tranh
Trong loạt truyện tranh Star Wars: Republic, Obi-Wan phải đối mặt với nhiều mối đe dọa nghiêm trọng trong khi chiến đấu chống lại Separatists. Trong số những câu chuyện đáng chú ý khác, ông bị bắt cóc và tra tấn bởi tay sai của Dooku là Asajj Ventress trước khi được cứu bởi Anakin ("Hate & Fear"), và đối mặc Sư phụ Jedi bị sa ngã Quinlan Vos ("The Dreadnaughts của Rendili"). Trong suốt loạt truyện tranh, ông phát triển một sự cảnh giác với thiết kế của Palpatine cho Republic và ảnh hưởng của ông ta trên Anakin.
Trong câu chuyện không kinh điển "Old Wounds", thiết lập một vài năm sau khi các sự kiện của Revenge of the Sith, Obi-Wan đối mặt với Darth Maul hồi sinh trên Tatooine để bảo vệ Luke Skywalker. Trận đấu kết thúc khi Owen Lars bắn và giết chết Maul; sau đó ông cảnh báo Obi-Wan tránh xa cháu trai của ông. Thông qua Thần lực, Obi-Wan yên tâm rằng Luke vẫn sẽ ở đó cho ông khi cần thiết.

## Tác động văn hóa
Nhân vật này là lấy cảm hứng một cách lỏng lẻo từ Tướng Rokurōta Makabe, một nhân vật từ The Hidden Fortress đóng bởi Mifune Toshiro, người mà tác giả George Lucas cũng từng cân nhắc cho đóng Obi-Wan . Câu lạc bộ đêm của Thượng Hải chiếu mở đầu của Indiana Jones and the Temple of Doom được gọi là "Câu lạc bộ Obi-Wan" bởi vì George Lucas đã viết cả Star Wars và loạt phim Indiana Jones. Một quán bar/câu lạc bộ mang tên này tồn tại trong khu Xihai của Bắc Kinh, Trung Quốc nhưng đóng cửa vào mùa hè năm 2010. Tập phim "Star Koopa" của The Super Mario Bros. Super Show!, là một bắt chước của Star Wars, cũng có một nhại lại của Obi-Wan Kenobi được gọi là Obi-Wan Toadi. Tập "Warners Star" của Animaniacs năm 1988 cũng là một bắt chước của Star Wars đã cho Squirrel Slappy đóng vai một nhại lại của Obi-Wan Kenobi là "Slappy Wanna Nappy". Trong tập phim của Family Guy là Blue Harvest", Obi-Wan được nhại lại bởi nhân vật Herbert. Trong bộ phim ngắn Thumb Wars thì Obi-Wan là parodied bởi nhân vật Oobedoob Benubi. Trong bộ phim tên đầy đủ của ông là Oobedoob Scooby-Doobi Benubi, "cái tên ngớ ngẫn nhất trong thiên hà". Trong bộ phim Hardware Wars nhại lại Star Wars của năm 1977, Obi-Wan được nhại lại bởi nhân vật "Augie Doggie Ben".
Trong văn hóa Internet của Pháp, "Obi-Wan Kenobi" đã trở thành một biểu thức có nghĩa là "câu hỏi của bạn không có ý nghĩa", và cho biết khi người ta không biết phải trả lời nhưng muốn trả lời một cách buồn cười. Nó được phổ biến bởi Les Guignols de l'info một nhại lại của phiên bản tiếng Pháp của Ai muốn là triệu phú? mà trong đó mọi câu hỏi đều có sự sự lựa chọn thứ 4 luôn luôn là"Obi-Wan Kenobi" (và câu hỏi lúc nào cũng vô nghĩa).
Television tropes sử dụng tên Obi-Wan như là người cố vấn cho con số nguyên mẫu.
Năm 2003, Viện phim Mỹ lựa chọn Obi-Wan Kenobi đúng thứ 37 trong các anh hùng vĩ đại trong phim nhất của mọi thời đại . Ông cũng được liệt kê bởi IGN là "nhân vật thứ ba vĩ đại nhất trong Star Wars , cũng như một trong các anh hùng được yêu thích nhất của mọi thời đại bởi UGO Networks .
Trong năm 2004, Council of the Commune Lubicz của Ba Lan đã thông qua một nghị quyết đưa cái tên Obi-Wan Kenobi như là một trong các đường phố trong làng Grabowiec . Con đường được đặt tên trong năm 2005. Cách đọc của tên đường, Obi-Wana Kenobiego là hình thức thuộc cách của danh từ trong ngôn ngữ Ba Lan: con đường của Obi-Wan Kenobi. "ul." là viết tắt của ulica, tiếng Ba Lan cho từ đường phố .